# 大東海運
大東海運（だいとうかいうん）は、沖縄県那覇市前島に本社を置き、那覇港－南大東島・北大東島間の貨客船航路を運航する第三セクターの海運会社。

## 概要
1986年（昭和61年）に設立され、那覇と南大東島・北大東島を結ぶ貨客船の定期航路を有している。
また、大東諸島に生活に必要な物資なども運んでおり島民には欠かせない存在となっている。

## 航路
那覇－南大東島（南大東港西地区・亀徳地区・北地区）・北大東島（北大東港西地区・江崎地区・北地区）間を結ぶ航路で、那覇から南大東島、北大東島をいずれか経由して他島へ至るまでの所要時間は15時間である（経由停泊荷役作業時間を除く）。この他大東両島間の運航も存在し、いずれも隔日運航となる。また、生活航路のため危険物輸送も行っていて便によって定員も異なるため事前に必ず確認が必要となる。

## 所有している船
- だいとう（2代目） - 2011年（平成23年）6月1日就航、定員55名[3]

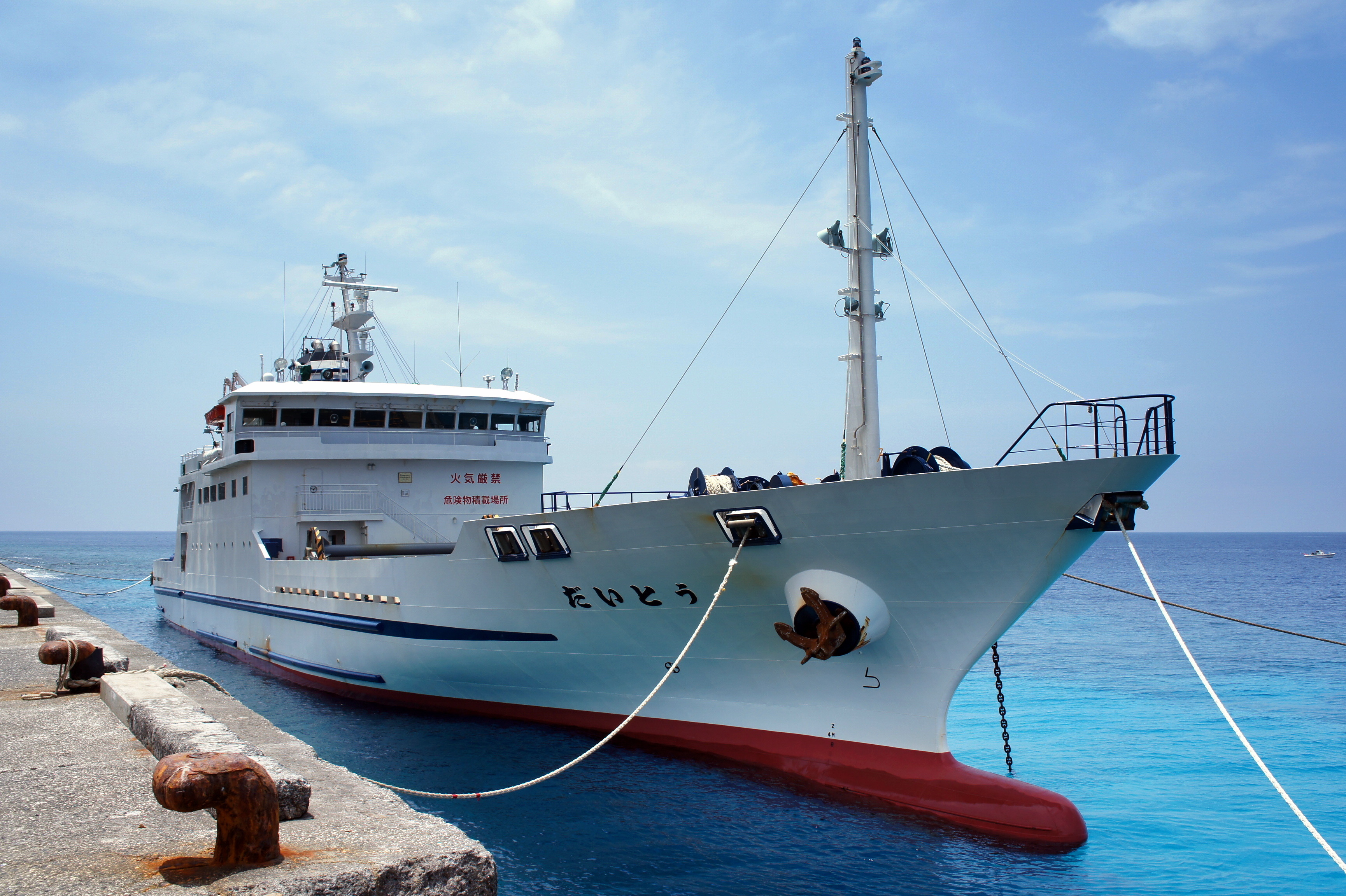
西港（北大東島）に碇泊する「だいとう」（2代目）
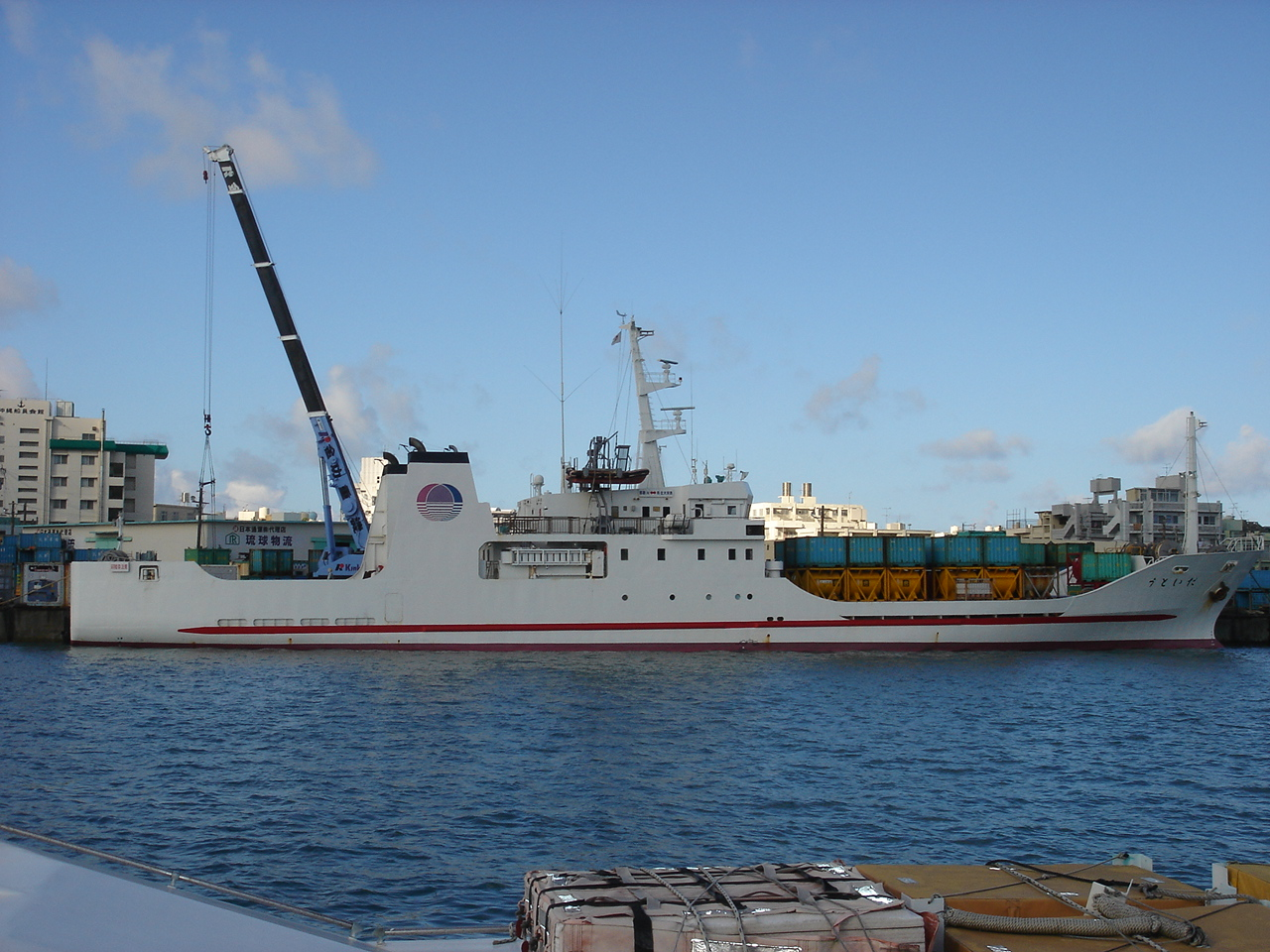
泊埠頭に接岸中の「だいとう」（初代）

## 不祥事
2002年に特定の職員が超過定員分の運賃を隠していたことが発覚した。隠していた金は会社の中元や歳暮、忘年会の費用として流用していた。